# 審計媒體聯盟
審計媒體聯盟（英語：Alliance for Audited Media），旧称發行審計局（或發行公信會、出版銷數公證會，簡稱：ABC），又名，是一家對報紙、雜誌及其他出版物的發行數量，并對讀者情況與數據進行調查、分析的機構。最早的ABC出現在北美洲，但現在ABC全世界各地設有分部，對當地的出版業情況進行調查與統計。
在2023年初，審計媒體聯盟与总部设在美国的非营利性媒体审计公司BPA Worldwide合并，並成为了最大的非营利性媒体审计组织。他們致力于提高整个媒体行业的信任度、透明度和保证度。

## 歷史
審計媒體聯盟的起源可以追溯到1914年，當時它在全國廣告商聯合會的支持下成立。一開始時，他們名爲發行審計局(ABC)。其成立的主要目的是爲了促進媒體領域的透明度和系統化組織。
2012年11月15日，北美ABC将其组织重新命名为审计媒体联盟(AAM)，以反映新的媒体环境及其成员不断变化的业务模式。
2023 年，審計媒體聯盟與BPA Worldwide合併，從而鞏固了其作為最重要的非營利媒體審計組織的地位。 這項策略合併使其成為同類中最大的實體。

## 外部連結
- 發行公信會 （页面存档备份，存于）
- 英國發行公信會 （页面存档备份，存于）
- 香港出版銷數公證會
- 財團法人中華民國發行公信會 （页面存档备份，存于）
- 國際稽核組織聯盟 Archive.today的存檔，存档日期1999-11-28